# Chaetonotus pseudopolyspinosus
Chaetonotus pseudopolyspinosus är en djurart som tillhör fylumet bukhårsdjur, och som beskrevs av Kisielewski 1991. Chaetonotus pseudopolyspinosus ingår i släktet Chaetonotus och familjen Chaetonotidae. Inga underarter finns listade i Catalogue of Life.